# Титулы предстоятелей православных церквей
На сегодняшний день существуют семнадцать независимых или автокефальных православных церквей, также существуют автономные, полуавтономные, самоуправляемые православные церкви входящие в состав некоторых автокефальных церквей. Все церкви возглавляются епископами, которые имеют саны патриарха, митрополита или архиепископа.

## Титулы предстоятелей православных церквей
Автокефальные православные церкви:
- Его Божественное Всесвятейшество Архиепископ Константинополя — Нового Рима и Вселенский Патриарх (Ἡ Αὐτοῦ Θειοτάτη Παναγιότης, ὁ Ἀρχιεπίσκοπος Κωνσταντινουπόλεως, Νέας Ρώμης καὶ Οἰκουμενικὸς Πατριάρχης, є҆гѡ̀ бжⷭ҇твенное всѣст҃ѣ́йшество, а҆рхїепⷭ҇кпъ кѡнстантїнопо́льскїй, новори́мскїй и҆ вселе́нскїй патрїа́рхъ);
- Его Божественное Блаженство Папа и Патриарх Великаго Града Александрии, Ливии, Пентаполя, Ефиопии, всего Египта и всей Африки, Отец Отцов, Пастырь Пастырей, Архиерей Архиереев, Тринадцатый Апостол и Судия Вселенной (Ἡ Αὐτοῦ Θειοτάτη Μακαριότης ὁ Πάπας καί Πατριάρχης τῆς Μεγάλης Πόλεως Ἀλεξανδρείας, Λιβύης, Πενταπόλεως Αἰθιοπίας, πάσης γῆς Αἰγύπτου καί πάσης Ἀφρικῆς, Πατήρ Πατέρων, Ποιμήν Ποιμένων, Ἀρχιερεύς Ἀρχιερέων, τρίτος καί δέκατος τῶν Ἀποστόλων καί Κριτής τῆς Οἰκουμένης, є҆гѡ̀ бжⷭ҇твенное бл҃же́нство па́па и҆ патрїа́рхъ вели́кагѡ гра́да а҆леѯандрі́и, лївѵ́и, пентапо́лѧ, є҆ѳїо́пїи, всегѡ̀ є҆гѵ́пта и҆ всеѧ̀ а҆́фрїки, ѻ҆те́цъ ѻ҆тцє́въ, а҆рхїере́й а҆рхїере́євъ, третїйна́десѧть а҆пⷭ҇толъ и҆ сꙋдїѧ̀ вселе́нныѧ);
- Его Божественное Блаженство, Патриарх Великого Божия града Антиохии, Сирии, Аравии, Киликии, Иверии, Месопотамии и всего Востока (Ἡ Αὐτοῦ Θειοτάτη Μακαριότης Πατριάρχης τῆς Μεγάλης Θεουπόλεως Ἀντιοχείας, Συρίας, Ἀραβίας, Κιλικίας, Ἰβηρίας τε καὶ Μεσοποταμίας καὶ πάσης Ἀνατολῆς, є҆гѡ̀ бжⷭ҇твенное бл҃же́нство патрїа́рхъ вели́кагѡ бж҃їѧ гра́да а҆нтїохі́и, сѷрі́и, а҆раві́и, кїлїкі́и, і҆ве́рїи, месопота́мїи и҆ всегѡ̀ восто́ка);
- Его Божественное Блаженство Патриарх Святого Града Иерусалима и всея Палестины, Сирии, Аравии, всего Заиорданья, Каны Галилейской и Святого Сиона (Ή Αυτού Θειοτάτη Μακαριότης ὁ Πατριάρχης τῆς Ἁγίας Πόλεως Ἱερουσαλήμ καί πάσης Παλαιστίνης, Συρίας, Ἀραβίας, Πέραν τοῦ Ἰορδάνου, Κανᾶ τῆς Γαλιλαίας καί Ἁγίας Σιών, є҆гѡ̀ бжⷭ҇твенное бл҃же́нство патрїа́рхъ ст҃а́гѡ гра́да і҆ерⷭ҇ли́ма и҆ всеѧ̀ палесті́ны, сѷрі́и, а҆раві́и, ѻ҆бонпо́лъ і҆ѻрда́на, ка́ны галїле́йскїѧ и҆ ст҃а́гѡ сїѡ́на);
- Его Святейшество Патриарх Московский и всея Руси (ст҃ѣ́йшїй патрїа́рхъ моско́вскїй и҆ всеѧ̀ рꙋсѝ);
- Его Святейшество и Блаженство Католикос-Патриарх всея Грузии, Архиепископ Мцхетский и Тбилисский, митрополит Пицундский и Сухумо-Абхазский (უწმინდესი და უნეტარესი, სრულიად საქართველოს კათოლიკოს-პატრიარქი და მცხეთა-თბილისის მთავარეპისკოპოსი და ბიჭვინთისა და ცხუმ-აფხაზეთის მიტროპოლიტი);
- Его Святейшество Архиепископ Печский, Митрополит Белградский-Карловачский, Патриарх Сербский (серб. Архиепископ пећки, Митрополит београдско-Карловачки и Патријарх српски);
- Его Блаженство Архиепископ Бухарестский, Митрополит Мунтенский и Добруджийский, Наместник Кесарии Каппадокийской, Митрополит Унгро-Влашский, Патриарх всея Румынии (рум. Arhiepiscopul Bucureştilor, Mitropolitul Munteniei și Dobrogei, Locțiitor al Tronului Cezareei Capadociei și Patriarhul Bisericii Ortodoxe Române[1]);
- Его Святейшество Патриарх Болгарский, Митрополит Софийский (болг. Патриарх Български и митрополит Софийски);
- Его Блаженство Архиепископ Новой Юстинианы и всего Кипра (греч. ῾Ο Μακαριώτατος ᾿Αρχιεπίσκοπος Νέας ᾿Ιουστινιανῆς καί πάσης Κύπρου);
- Его Блаженство Архиепископ Афинский и всея Эллады (греч. Αρχιεπίσκοπος Αθηνών και πάσης Ελλάδος);
- Его Блаженство Архиепископ Тиранский и всея Албании, Митрополит Тирано-Дурресско-Эльбасанский (алб. Kryepiskop i Tiranës, Durrësit dhe i gjithë Shqipërisë);
- Его Блаженство православный Архиепископ Варшавский и Митрополит всея Польши (пол. Wielce Błogosławiony Prawosławny Arcybiskup Warszawski i Metropolita całej Polski;
- Его Блаженство Архиепископ Пра́жский /или Пре́шовский/, митрополит Чешских земель и Словакии (чеш. metropolita Pravoslavné církve v Českých zemích a na Slovensku, словац. metropolita Pravoslávnej církvi v Českých krajinách a na Slovensku);
- Его Блаженство Архиепископ Вашингтонский, Митрополит всей Америки и Канады (англ. Archbishop of Washington, Metropolitan of All America and Canada);
- Его Блаженство Митрополит Киевский и всея Украины (укр. Митрополит Київський і всієї України);
- Его Блаженство Архиепископ Охридский и Македонский и митрополит Скопский (макед. Митрополит Скопски и Архиепископ Охридски и Македонски);

Автономные православные церкви:
- Его Высокопреосвященство Архиепископ Карельский и всей Финляндии;
- Его Высокопреосвященство Митрополит Таллинский и всей Эстонии;
- Его Высокопреосвященство Архиепископ Синайский, Фаранский и Раифский;
- Его Высокопреосвященство Архиепископ Токийский, Митрополит всей Японии (東京の大主教・全日本の府主教);

Полуавтономная православная церковь:
- Его Высокопреосвященство Архиепископ Критский;

Самоуправляемая православная церковь с правами широкой автономии в составе Русской православной церкви:
- Его Блаженство Митрополит Киевский и всея Украины;

Самоуправляемые православные церкви в составе Русской православной церкви:
- Его Высокопреосвященство Митрополит Восточно-Американский и Нью-Йоркский, Первоиерарх Русской Православной Церкви Заграницей;
- Его Высокопреосвященство Митрополит Рижский и всея Латвии;
- Его Высокопреосвященство Митрополит Кишинёвский и всея Молдовы;
- Его Высокопреосвященство Митрополит Таллинский и всея Эстонии;

Самоуправляемые православные церкви в составе Константинопольской православной церкви:
- Его Высокопреосвященство Архиепископ Виннипега и Средней епархии, Митрополит Канады;
- Его Высокопреосвященство Митрополит Иринопольский;

Самоуправляемые православные церкви в составе других православных церквей:
- Его Высокопреосвященство Архиепископ Нью-Йоркский, митрополит всей Северной Америки (Антиохийская ПЦ);